# الوقف في البحرين

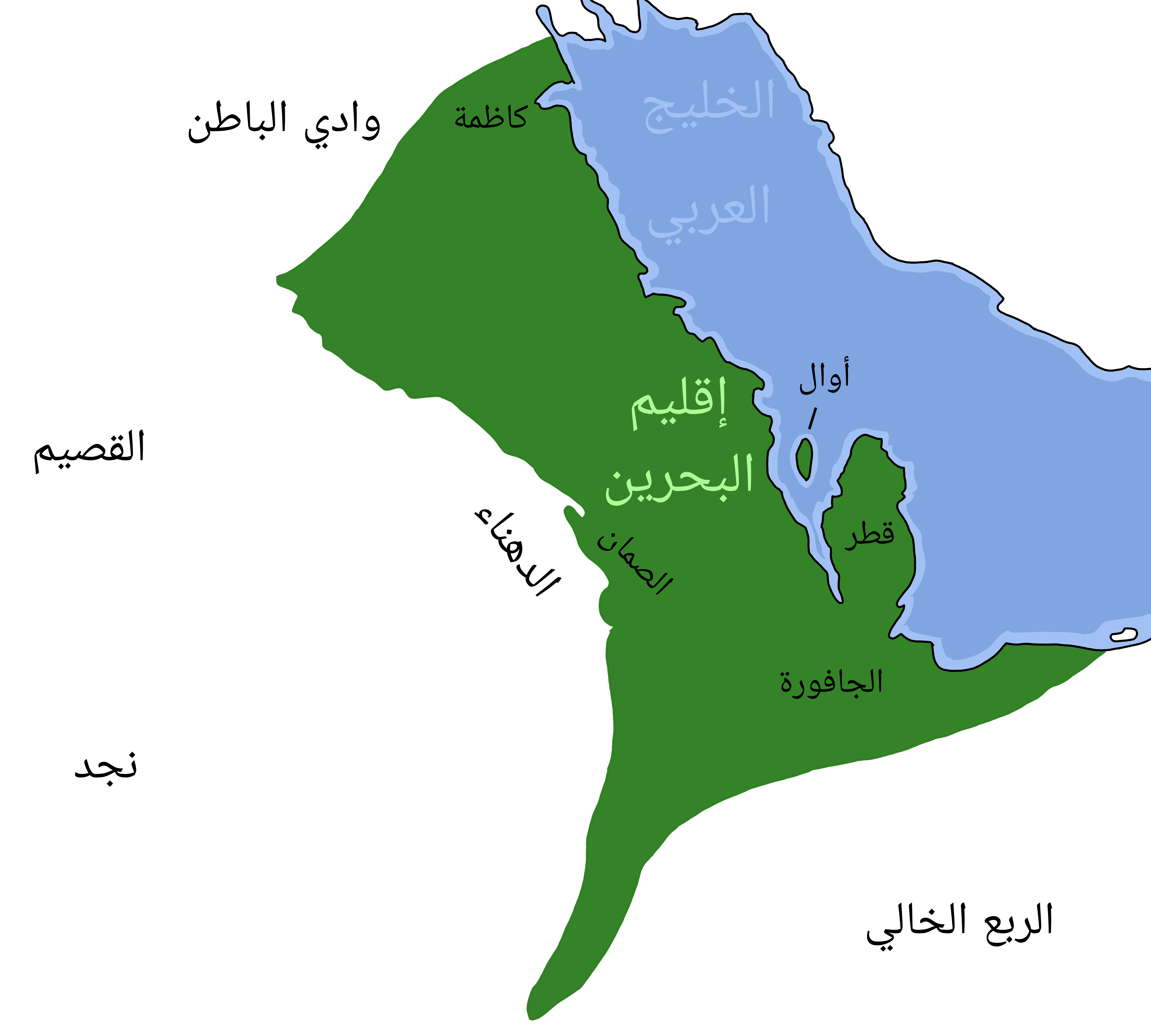
خارطة تقريبية لحدود إقليم البحرين التاريخي.

الوقف في البحرين ترتبط نشأة الوقف الإسلامي في البحرين بتاريخ الفتح الإسلامي لها، وقد عثر على شواهد تدل على وجود الوقف بها في صدر الإسلام، ويعود صاحب أول وقف في البحرين إلى عهد الصحابي العلاء بن الحضرمي، وفي العصر الأموي تطورت وانتشرت بصورة واسعة، ثم تراجعت في العهد العباسي، بسبب سيطرة القرامطة على البحرين، واتخاذ إقليم البحرين مركزاً لعدد من الحركات التي أعلنت خروجها على الدولة العباسية.
وقد كُشف عن نقوش كتابية متنوعة، على توابيت حجرية، وشواهد قبور، وعلى أحجار تأسيسية تدلل على وجود أوقاف قديمة في البحرين، تُنسب إلى فترات تاريخية مختلفة، معظمها كانت من العقارات، كالمزراع، والبيوت، وبناء المساجد، وغيرها.
وقد قدمت الأوقاف في البحرين دوراً كبيراً في المجالات الثقافية الإسلامية عبر عصورها، وتنافس أغنياء البحرين في رصد أموالهم وممتلكاتهم لنشر العلوم والمعارف.

## نشأة الوقف في البحرين

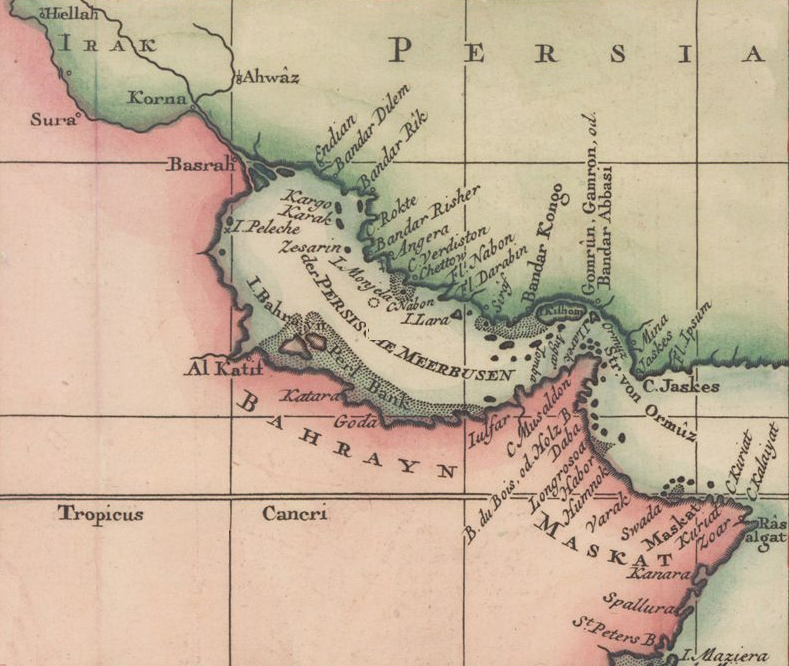
خريطة المنطقة التاريخية البحرين

نشأت الأوقاف الإسلامية في البحرين منذ عهد النبوة، وكان صاحب أول وقف فيها، هو الصحابي العلاء بن الحضرمي، أرسله النبي ﷺ إلى المنذر بن ساوي ملك البحرين، يدعوه للإسلام، ثم فتحها، فولّاه رسول الله ﷺ على إمارتها، ونشر الإسلام فيها سلمياً، وكان من أعماله بعد الفتح الإسلامي للبحرين، إنشاء مسجد، والذي يعتبر أول وقف إسلامي في البحرين.

## الوقف في البحرين في عهد الدولة الأموية
ونتيجة للفتوحات الإسلامية في العصر الأموي، وكثرة الأموال لدى المسلمين، وتطور نظام الحياة المتعددة اتسعت الخدمات الوقفية في البلدان الإسلامية، ومنها البحرين، وتطورت بشكل سريع، حيث رغب أناس كثيرون في وقف أموالهم في سبيل عمل الخير، لبناء دور العلم والمستشفيات والرُّبط والزوايا، وإنشاء المكتبات وبناء دور الأيتام والأرامل، وغير ذلك، ومن النماذج الوقفية في البحرين خلال العصر الأموي، ما يلي:
مسجد قرية الخميس: وهو من أقدم المساجد في البحرين، شيّد خلال العهد الأموي، في عهد الخليفة الأموي عمر بن عبد العزيز، وذلك سنة: (70هـ- 692م)، وموقـع المسجد شمال السـاحة التـي كان يقـام فيهـا سـوق الخميس، أشـهر أسـواق البحريـن.
مدرسة مسجد الخميس: وهي من أقدم المدارس الوقفية في البحرين التي ارتبطت بالمساجد، وقد أشار النبهاني إلى ذلك بقوله: "وفي جانبه أطلال مدرسة قديمة لم يبق منها سوى بعض جدرانها، وبعض أسطوانات مدورة منحوتة من صخور وعظام، ومكتوب على الجدران نقراً في الحجارة بخط كوفي ...، وهذا المسجد والمدرسة مع المنارتين، الجميع من بناء عمر بن عبد العزيز الأموي.

## الوقف في البحرين في عهد الدولة العباسية
تراجع الوقف الإسلامي في البحرين خلال العهد العباسي، بسبب سيطرة القرامطة على البحرين، وبسبب اتخاذ إقليم البحرين مركزاً لعدد من الحركات التي أعلنت خروجها على الدولة العباسية، لهذين السببين، تراجع الوقف في البحرين خلال هذا العهد، حتى بلغ الأمر بأن من يريد أن يوقف أوقافاً، كبناء مسجد أو مدرسة؛ أن يدفع أمولاً إلى القرامطة كهبة أو هدية مقابل السماح بذلك، ومن الأمثلة على ذلك:
مسجد بني الزجاج: وهو مسجد يقع في جزيرة أوال البحرينية، تم إنشاءه في منتصف القرن الخامس الهجري، إذ طلب الأخوان (عوام بن محمد بن يوسف بن الزجاج، وأخوه سليم) من القرامطة بالسماح لهم ببناء مسجد جامع، تقام الجمعة فيه، مقابل ثلاثة آلاف دينار، يدفعانها إلى القرامطة كهبة أو هدية مقابل ذلك السماح، فسمحوا لهما ببنائه.
وفي آخر عهد الدولة العباسية، نشط الوقف في البحرين، بعد أن تمكن الأمير العيوني بحكمته ودهائه وشجاعته أن يجمع حوله قلوب القبائل العربية، فاستقرت له الأمور، وتفرغ لإصلاح الأوضاع، فأبطل الكثير من عادات القرامطة، ورسخ وحدة البحرين تحت قيادته، وأعاد نشاط الأوقاف، ومنها: تعمير المساجد التي كان القرامطة قد هدموها، وإنشاء المدارس التي اختصت بتدريس العلوم الشرعية، واللغة العربية، وآدابها، وغير ذلك.

## الوقف في البحرين في عهد الدولة العثمانية
ولما تولى العثمانيون مقاليد السلطة في البحرين وفي معظم البلاد العربية، اتسع الوقف في زمانهم، وأقبل السلاطين وولاة الأمور وغيرهم على الوقف.
ومن النماذج الوقفية في العهد العثماني، ما يلي:
- وقفية الحمام الجديدة: وهي وقفية عثمانية، للعقار الذي تم وقفه، وهو حمام الجديدة، وفي الوقفية، تم ذكر الأطراف المستفيدون من ريع الوقف.[11]
- وقف كمال الدين: ويرجع تاريخه إلى عام (776هـ – 1374م)، ووقف (فوليان وحكمان).[1]
- وقف أحمد بن رزق: بنى قرية (جو) في البحرين، وذلك في أواخر القرن الثامن عشر الميلادي، وعَمَرَ بها مسجداً وبركاً عظاماً لخزن الماء، وبنى بها قصوراً.[12]
- وقف عيسى آل خليفة: وهو عبارة عن (محجر صحي بالمنامة)، بناه عيسى آل خليفة سنة 1332هـ.[1]

## تاريخ توثيق الوقف في البحرين
كان من أوائل ما استخدم لتوثيق الوقف في البحرين الأحجار، فقد نُقِشَت على الحجارة المثبتة على المساجد، أو بعض المدارس أسماء الواقفين، أو تاريخ الأوقاف، مما نجدها في متاحف الدول الإسلامية، أو ما زالت معلقة على أبنيتها، وتُعَد هذه الطريقة من الوسائل القوية عملياً للتوثيق، وقد وُجدت في البحرين مجموعة من النصوص القديمة والمنحوتة على الصخور، تدل على وجود أوقاف قديمة وموثقة.
ولم يكن هناك أسلوب موحد لتوثيق الأوقاف في البحرين، فهي تتأثر بوسائل الكتابة المنتشرة في كل فترة على حدة، فقبل انتشار الكتابة كان الواقفون ينحتون وثيقة الحجة الوقفية على الحجارة، أما الغالبية من الواقفين فيوثّقون أوقافهم شفاهة بالإقرار والإشهاد عندما يعلن الواقف أمام مجموعة من الشهود أنه وقف عقاراً معيناً، أو أنه وقف عقاراً دون أن يصرح كأن يأذن للناس بدفن الموتى في أرضه، أو بناء مسجد عليها، فبذلك تصبح هذه الأرض موقوفة، إلا أن هذه الآليات في التوثيق بدأت تقل مع انتشار التعليم، حيث أصبح التوثيق للأوقاف بالكتابة.
وأما بعد تشكل الدولة الحديثة في البحرين، فقد كان توثيق الأوقاف يتم بمحررات تُصَدَّق من قبل أحد القضاة في المحاكم الشرعية، ويختم القاضي على سند الملكية أو المشايخ المعروفين بحضور الشهود غالباً، وكان الواقف يحتفظ بالنسخة الوحيدة عنده، دون أن يكون هناك سجلات تدون فيها هذه الأوقاف، وعندما ازدادت أعيان الأوقاف، وتشعبت أغراصها، وخُشي عليها من الضياع، صدر الإعلان المختص بتسجيل الوقف.

## نقوش وقفية في البحرين
يزخر متحف البحرين بمجموعة من النقوش الكتابية التي تنوعت ما بين النقوش الجنائزية، المنفذة على التوابيت الحجرية وشواهد القبور، والنقوش الحجرية التأسيسية والوقفية المجلوبة من بعض المنشآت المعمارية في البحرين، التي تنتسب إلى فترات تاريخية مختلفة، حيث ينسب أقدم تلك النقوش الوقفية التي عثر عليها حتى الآن إلى الربع الأخير من القرن الثامن الهجري/ الرابع عشر ميلادي، في حين ينتنمي آخر تلك النقوش إلى نهاية القرن العاشر الهجري/ السادس عشر الميلادي، ومن النماذج للنقوش الوقفية في البحرين، ما يلي:
- نقش مسجد الخميس: وقد عُرِف هذا النقش الوقفي المؤرخ بسنة (776هـ)، باسم (نقش الوقفية)، ومعروض حالياً في متحف البحرين، ويُعد أقدم النقوش الوقفية في البحرين، وقد عُثر عليه في قرية المصلى، يقول الباحث بلجريف: "إن هذا النقش كان موجوداً في مسجد الخميس بالأصل،[14] ويؤكد (دياز) أنه في عام (1914م)، كان هناك نقش معلق على واجهة الغرفة الغربية –بين المحرابين، مسجلاً فيه تاريخ بناء المسجد.[15]
- نقش وقف كرانه: وهو مؤرخ بسنة (965هـ/ 1558م).
- نقش وقف مسجد الرسان: وهو نقش تأسيسي، يتضمن وقفية تخص مسجد الرسان، وهو مؤرخ بسنة (967هـ - 1560م).[4]

## الوقف في البحرين في العصر الحديث
منذ دخول البحرين إلى الإسلام وظهور الوقف فيها، والأوقاف تحكمه مبادئ وأحكام الشريعة الإسلامية، وقد كانت تدار من أصحابها، أو النظار المعينين عليها من قبل الواقف نفسه، وبإشراف من القضاة الشرعيين.
واستمر على ذلك الحال، حتى عهد حكم الشيخ حمد بن عيسى بن سلمان آل خليفة، عندما استشعر أن الأوقاف معرضة للضياع والتبديد، فبادر باتخاذ تدابير احترازية، الغرض منها حصر وتسجيل الأوقاف القائمة آنذاك، فأصدر الإعلان رقم 17/69،  في 27 محرم سنة 1346هـ – 1927م، جاء فيه «نعلن للعموم من جماعة أهل السنة والشيعة في البحرين – أنه من سبب سوء التدبير في الأوقاف، قد تعينت إدارة شرعية لأجل تسجيل الأوقاف وتدبيرها أحسن تدبير، والإدارة المذكورة تشتمل وتنحصر في خصوص المحكمتين الشرعيتين السنية والشيعية – فلهذا نخبر جميع متولي الأوقاف بأن يحضروا للإدارة المذكورة ويخبروها بجميع ما في أيديهم من نخيل أو عقار حتى يرسم في دفاترها المخصوصة لذلك بموجب أوراق الوقفية التى يقدمونها إلى قضاة المحكمتين الشرعيتين موضع حضور الكُتاب – لأجل أن يجريها القضاة على حسب القانون الشرعي لا غير، وكل من يتأخر عن تقديم الاطلاعات المذكورة في مدة شهر إلى سلخ شهر صفر سنة 1364هـ من هذه السنة من غير عذر ولا سفر أو يخفي شيئاً من الوقف أو يعطي اطلاعات غير صحيحة مع علمه بذلك سيجازى لدى المحكمة ليكون معلوماً».
وكان لهذا الإعلان أثر بالغ الأهمية فى الحفاظ قدر الإمكان على أعيان الوقف وتحديد معالمه فى ذاك الوقت، وظل العمل بموجب هذا الإعلان حتى صدور المرسوم رقم «6» لسنة 1985م بشأن تنظيم مجلسي الأوقاف السنية والجعفرية وإدارتيهما، وصدر على إثره القرار رقم «11» لسنة 1991م بشأن اللائحة الداخلية لمجلسي الأوقاف السنية والجعفرية، وعدل المرسوم بقانون رقم «6» لسنة 1985م بمرسومين لاحقين، الأول برقم «45» لسنة 2001 والثاني رقم «48» لسنة 2007م.

## ومن النماذج الوقفية المعاصرة في العصر الحديث
وقف الأمير خليفة بن سلمان: فقد صدر عن الملك حمد بن عيسى آل خليفة عاهل البلاد أمر ملكي بإنشاء "وقف خليفة بن سلمان للأعمال الخيرية"، ويأتي هذا الأمر تقديرًا للدور الوطني والإنساني لسمو الأمير الراحل الذي قدم للبحرين وشعبها الكثير من الأعمال والإنجازات، وجعل من البحرين اسمًا عاليًا يتردد في سماء جميع الأمم، ويهدف هذا الوقف لتحقيق المنفعة في أوجه البِر والإحسان تقربًا لوجهه تعالى وثوابًا لمن وُضِعَ باسمه، وخصصت لهذا الوقف الكثير من الموارد التي ستنفق في سبيله، ولمختلف حاجات الحياة من معيشة وتعليم وعلاج المرضى، وللكثير من الخدمات الاجتماعية والعمرانية والإنسانية في البحرين، وقد يمتد لخارج البحرين من أقطار الخليج العربي والدول العربية والأجنبية الأخرى.
وقف عيسى بن سلمان التعليمي: وقد تأسس في عام (2013م)، وهو وقف يوفر فرصاً تعليمية لغير القادرين من طلبة الجامعات والدراسات العليا البحرينيين، عبر توفير فرص تعليمية من خلال تمويل برامج المنح الدراسية في المرحلة الجامعية والدراسات العليا.
وقفية فاطمة بنت خليفة بن محمد المجرن: وهو عبارة عن نخل بديعة الردم الكائن بسيحة السهلة من المنامة، والجهة الموقوف عليها: ثلث على مدات مسجد الجامع الجنوبي في المحرق، وثلث على مسجد الشيخ عيسى بن راشد في المحرق، وثلث على مسجد الشيخ عبد الرحمن بن راشد آل فاضل في المحرق، وهذا بموجب ورقة وقفية مؤرخة في سنة (1328هـ).

## الأوقاف الشيعية في البحرين
وفيما يتعلق بأوقاف الشيعة في البحرين، فقد ذكرت حجج الأوقاف بعض العوائل التي تنتمي لها، وإن كانت تقل في أماكن وتتمركز في أخرى، وذكرت بعض الأوقاف الخاصة بهم، أو على مآتمهم، مجاور لأوقاف أخرى لأهل السنة، وفي عام (1927م) تأسست إدارة الأوقاف الجعفرية، وهي إدارة مستقلة ملحقة بوزير العدل والشؤون الإسلامية في مملكة البحرين، وتتمثل سلطة الإدارة العليا في مجلس الأوقاف، والذي يُشكل بمرسوم ملكي، ومكون من رئيس وعشرة أعضاء، مهمته الإشراف على الأوقاف الجعفرية – الأوقاف الشيعية - واستغلالها وصرف إيراداتها وحفظ أعيانها وتعميرها، وفقاً لمفهوم صياغة الوقف وعبارات الواقفين.
ويتمثل النشاط الرئيسي لإدارة الأوقاف الجعفرية في الإشراف على عدد كبير من المساجد والمآتم، ويقدر عددها بحوالي 724 مسجدٍ و632 مأتمًا، كما تشرف الإدارة على الأصول الموقوفة على تلك المساجد، والمآتم بجانب الأصول الموقوفة للذرية والخيريات العامة، وأوقاف الدرس والعبادة، وشئون المقابر، والأصول المالية السائلة للأوقاف.

## وصلات خارجية
- توثيق الأوقاف في البحرين ونماذج لحجج وقفية ومقارنتها
- الوقف الخيري وأثره في الحياة الإقتصادية بدولة البحرين
- توثيق الوقف حماية للوقف والتاريخ.. وثائق الأوقاف السنية بمملكة البحرين: دراسة وتحليل